# 郑成淑
郑成淑（韓語：정성숙，1972年1月26日—），韩国女子柔道运动员。她曾代表韩国参加1996年和2000年夏季奥林匹克运动会柔道比赛，获得二枚铜牌，均来自女子半中量级项目。

## 外部連結
- 郑成淑在国际奥林匹克委员会的资料